# Alhambra Fantasy
Alhambra Fantasy is een compositie van Julian Anderson, geschreven in 1999-2000. De compositie van ongeveer tien minuten is geschreven in opdracht van het London Sinfonietta en opgedragen aan de componist Gérard Grisey, van wie Anderson enige lessen volgde.
Anderson heeft in een muzikale impressie willen weergeven van een van de mooiste gebouwen van Europa; het Alhambra Paleis in Granada, Spanje. Het werk valt in twee (niet afzonderlijke) delen uiteen. In deel één wordt weergegeven het bouwen van het paleis; het is mozaïekmuziek; allerlei brokstukken worden door elkaar gespeeld; percussie geeft de handenarbeid weer. In deel twee is het gebouw af; de muziek geeft de dromerige sfeer weer, die men ondervindt als men het gebouw in volle pracht ziet, met de prachtige tuinen en fonteinen. Het eerste deel klinkt dus chaotisch; het tweede deel is haast lyrisch te noemen.
De componist zegt zelf met bovenstaande omschrijving zeker geen programmatische muziek te willen afleveren; het is meer een indicatie van wat de componist bedoeld heeft; ieder mag daar zijn/haar eigen invulling aangeven.
De première was weggelegd voor Oliver Knussen met het London Sinfonietta op 6 februari 2000.

## Bron
- uitgave Ondine